# Casa Rosada

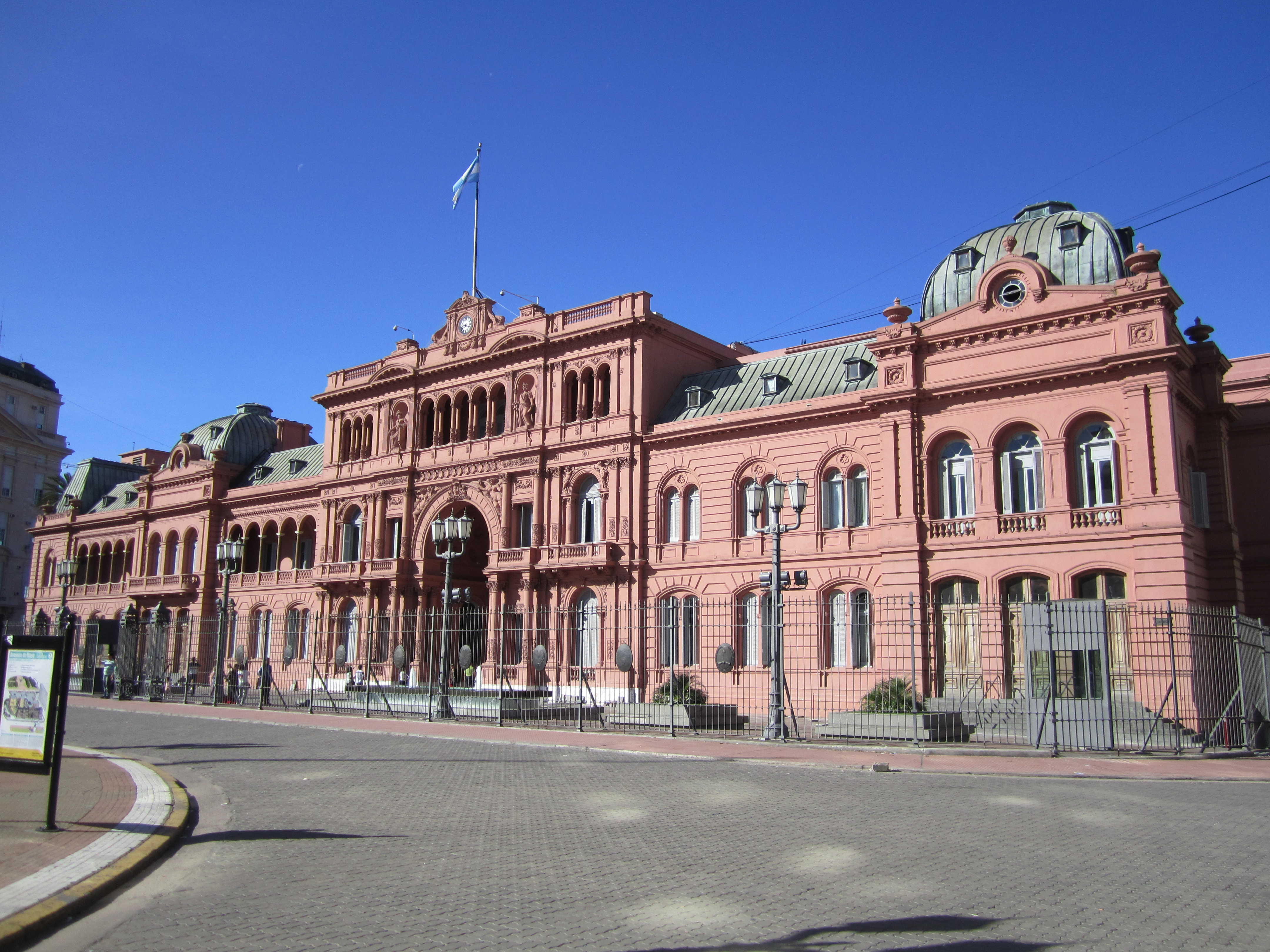
Casa Rosada in Buenos Aires

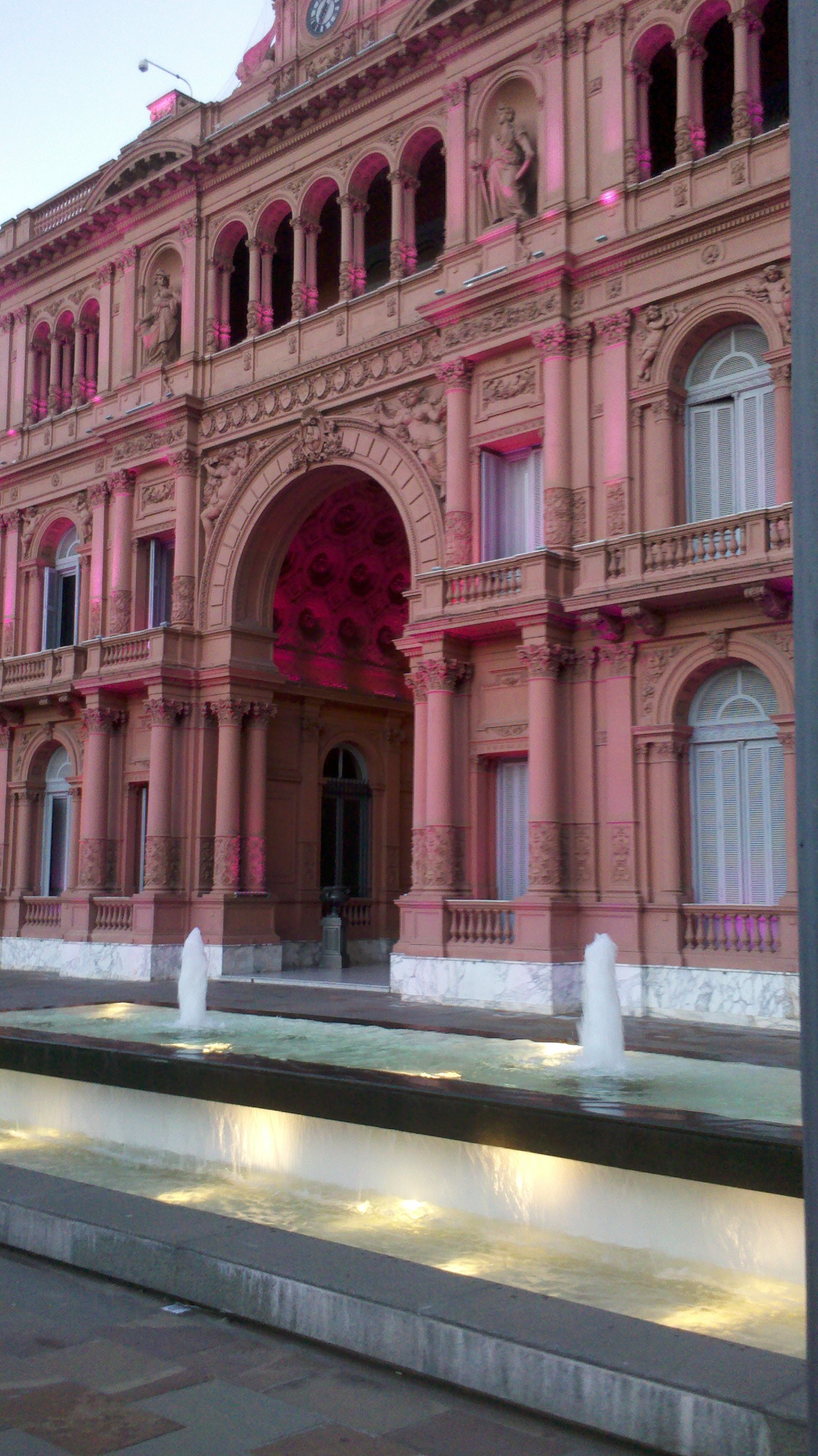
Casa Rosada

Die Casa Rosada (span. für Rosa Haus) ist Sitz der argentinischen Regierung und der offizielle Amtssitz des argentinischen Präsidenten. Er befindet sich in der Hauptstadt Buenos Aires an der Ostseite der Plaza de Mayo im Stadtteil Montserrat.

## Überblick
Der Palast wurde auf den Resten der alten Stadtbefestigung erbaut und häufig verändert. Die Casa Rosada ist der offizielle Sitz des amtierenden Präsidenten, wenngleich sie als solcher nur mehr zu formellen Anlässen verwendet wird. Ein weiterer offizieller Sitz ist die Quinta de Olivos nordwestlich der Hauptstadt, der aber vornehmlich der Erholung und der informellen Repräsentation dient.
Der rosafarbige Außenanstrich stammt aus dem Jahr 1873, der Regierungszeit von Präsident Domingo Faustino Sarmiento, auch wenn die Intensität des Rosatons seither mehrfach geändert wurde. Für die Farbgebung gibt es zwei Erklärungen: Einerseits wird erzählt, der parteilose Sarmiento habe die Farben der verfeindeten Unitarier und Föderalisten, Weiß und Rot, mischen lassen, um damit die Einheit Argentiniens zu symbolisieren. Die andere Erklärung weist darauf hin, dass Rosa im 19. Jahrhundert eine verbreitete Farbe für Häuseranstriche war, die durch die Mischung von Kalk mit Ochsenblut entstand, das für seine wasserabstoßenden und fixierenden Eigenschaften benutzt wurde.
Es wurde zum Teil auch argumentiert, die übliche Farbe der Unitarier sei eigentlich nicht rot, sondern himmelblau/azurfarben gewesen. 
In der Casa Rosada gibt es auch ein kleines Museum, dessen Eingang sich auf der Calle Hipólito Yrigoyen befindet. Ausgestellt sind u. a. persönliche Objekte früherer Präsidenten.
Wenn unter der großen argentinischen Fahne eine kleinere aufgezogen wird, bedeutet das, dass der Präsident im Palast ist.